# 古登斯贝格
古登斯贝尔格是德国黑森州的一个市镇。总面积46.50平方公里，总人口9193人，其中男性4567人，女性4626人（2011年12月31日），人口密度198人/平方公里。